# National Basketball League 2016-2017
La National League Basketball 2016-2017 è stata la 39ª edizione della National Basketball League, la massima lega di basket australiana.

## Squadre partecipanti
- Adelaide 36ers
- Brisbane Bullets
- Cairns Taipans
- Illawarra Hawks
- Melbourne United
- N.Z. Breakers
- Perth Wildcats
- Sydney Kings

## Regular Season

### Classifica
|    | Squadra          | G  | V  | P  | PF    | PS    |
| -- | ---------------- | -- | -- | -- | ----- | ----- |
| 1. | Adelaide 36ers   | 28 | 17 | 11 | 2.582 | 2.505 |
| 2. | Cairns Taipans   | 28 | 15 | 13 | 2.305 | 2.301 |
| 3. | Perth Wildcats   | 28 | 15 | 13 | 2.294 | 2.257 |
| 4. | Illawarra Hawks  | 28 | 15 | 13 | 2.486 | 2.444 |
| 5. | N.Z. Breakers    | 28 | 14 | 14 | 2.353 | 2.387 |
| 6. | Melbourne United | 28 | 13 | 15 | 2.351 | 2.337 |
| 7. | Sydney Kings     | 28 | 13 | 15 | 2.295 | 2.311 |
| 8. | Brisbane Bullets | 28 | 10 | 18 | 2.268 | 2.392 |

## Playoffs

### Adelaide - Illawarra
RISULTATO FINALE: 1-2
| Adelaide 16 febbraio 2017, ore 19:00 Gara 1                                            | Adelaide 36ers | 93 – 78 (24-27, 28-15, 21-23, 20-13) | Illawarra Hawks | Titanium Security Arena (5.056 spett.) |
| Randle 26 Punti Coenraad 26 Randle , Sobey 4 Assist Kay 4 Hodgson 11 Rimbalzi Ogilvy 9 |                |                                      |                 |                                        |
|                                                                                        |                |                                      |                 |                                        |
| Randle 26                                                                              | Punti          | Coenraad 26                          |                 |                                        |
| Randle, Sobey 4                                                                        | Assist         | Kay 4                                |                 |                                        |
| Hodgson 11                                                                             | Rimbalzi       | Ogilvy 9                             |                 |                                        |

| Wollongong 19 febbraio 2017, ore 15:00 Gara 2                                           | Illawarra Hawks | 100 – 94 (28-22, 26-27, 25-29, 21-16) | Adelaide 36ers | WIN Entertainment Centre (3.500 spett.) |
| Coenraad , Norton 17 Punti Randle 20 Kay 5 Assist Randle 7 Ogilvy 11 Rimbalzi Hodgson 8 |                 |                                       |                |                                         |
|                                                                                         |                 |                                       |                |                                         |
| Coenraad, Norton 17                                                                     | Punti           | Randle 20                             |                |                                         |
| Kay 5                                                                                   | Assist          | Randle 7                              |                |                                         |
| Ogilvy 11                                                                               | Rimbalzi        | Hodgson 8                             |                |                                         |

| Adelaide 23 febbraio 2017, ore 19:00 Gara 3                                                                | Adelaide 36ers | 98 – 106 (18-27, 24-29, 22-26, 34-24) | Illawarra Hawks | Titanium Security Arena (7.203 spett.) |
| Randle 26 Punti Clarke 20 Randle , Sobey 6 Assist Coenraad , Martin 4 Teys 8 Rimbalzi Forman , Holyfield 6 |                |                                       |                 |                                        |
| |                |                                       |                 |                                        |
| Randle 26                                                                                                  | Punti          | Clarke 20                             |                 |                                        |
| Randle, Sobey 6                                                                                            | Assist         | Coenraad, Martin 4                    |                 |                                        |
| Teys 8 | Rimbalzi       | Forman, Holyfield 6                   |                 |                                        |

### Cairns - Perth
RISULTATO FINALE: 0-2
| Cairns 17 febbraio 2017, ore 18:30 Gara 1                                       | Cairns Taipans | 69 – 91 (21-31, 16-17, 20-22, 12-21) | Perth Wildcats | Cairns Convention Centre (5.200 spett.) |
| Trice 15 Punti Cotton 34 Gliddon 5 Assist Cotton 5 McCarron 7 Rimbalzi Knight 6 |                |                                      |                |                                         |
|                                                                                 |                |                                      |                |                                         |
| Trice 15                                                                        | Punti          | Cotton 34                            |                |                                         |
| Gliddon 5                                                                       | Assist         | Cotton 5                             |                |                                         |
| McCarron 7                                                                      | Rimbalzi       | Knight 6                             |                |                                         |

| Perth 20 febbraio 2017, ore 18:30 Gara 2                                                  | Perth Wildcats | 74 – 66 (16-8, 21-14, 15-22, 22-22) | Cairns Taipans | Perth Arena (10.993 spett.) |
| Prather 24 Punti Trice 22 Cotton , Prather 4 Assist Trice 5 Prather 10 Rimbalzi Gliddon 8 |                |                                     |                |                             |
|                                                                                           |                |                                     |                |                             |
| Prather 24                                                                                | Punti          | Trice 22                            |                |                             |
| Cotton, Prather 4                                                                         | Assist         | Trice 5                             |                |                             |
| Prather 10                                                                                | Rimbalzi       | Gliddon 8                           |                |                             |

### Perth - Illawarra
RISULTATO FINALE: 3-0
| Perth 26 febbraio 2017, ore 16:00 Gara 1                                                 | Perth Wildcats | 89 – 77 (21-26, 21-16, 26-20, 21-15) | Illawarra Hawks | Perth Arena (10.828 spett.) |
| Prather 22 Punti Ellis 12 Martin , Prather 5 Assist Clarke 6 Knight 11 Rimbalzi Ogilvy 6 |                |                                      |                 |                             |
|                                                                                          |                |                                      |                 |                             |
| Prather 22                                                                               | Punti          | Ellis 12                             |                 |                             |
| Martin, Prather 5                                                                        | Assist         | Clarke 6                             |                 |                             |
| Knight 11                                                                                | Rimbalzi       | Ogilvy 6                             |                 |                             |

| Wollongong 1º marzo 2017, ore 19:30 Gara 2                                                      | Illawarra Hawks | 77 – 89 (24-18, 21-22, 14-23, 18-26) | Perth Wildcats | WIN Entertainment Centre (5.036 spett.) |
| Clarke , Ogilvy 21 Punti Cotton 20 Kay 5 Assist Martin , Prather 6 Ogilvy 10 Rimbalzi Brandt 11 |                 |                                      |                |                                         |
|                                                                                                 |                 |                                      |                |                                         |
| Clarke, Ogilvy 21                                                                               | Punti           | Cotton 20                            |                |                                         |
| Kay 5                                                                                           | Assist          | Martin, Prather 6                    |                |                                         |
| Ogilvy 10                                                                                       | Rimbalzi        | Brandt 11                            |                |                                         |

| Perth 5 marzo 2017, ore 12:00 Gara 3                                                                                    | Perth Wildcats | 95 – 86 (26-17, 20-24, 25-22, 24-23) | Illawarra Hawks | Perth Arena (13.611 spett.) |
| Cotton 45 Punti Clarke 30 Brandt , Prather 4 Assist Clarke , Harris , Kay , Norton 3 Brandt , McKay 7 Rimbalzi Ogilvy 7 |                |                                      |                 |                             |
| |                |                                      |                 |                             |
| Cotton 45 | Punti          | Clarke 30                            |                 |                             |
| Brandt, Prather 4 | Assist         | Clarke, Harris, Kay, Norton 3        |                 |                             |
| Brandt, McKay 7 | Rimbalzi       | Ogilvy 7                             |                 |                             |

## Vincitore
| Campioni NBL 2016-2017     |
| -------------------------- |
| Perth Wildcats (8º titolo) |

## Statistiche
| Categoria         | Giocatore     | Squadra          | Stat |
| ----------------- | ------------- | ---------------- | ---- |
| Punti per gara    | Bryce Cotton  | Perth Wildcats   | 22,1 |
| Rimbalzi per gara | Josh Boone    | Melbourne United | 9,3  |
| Assist per gara   | Jerome Randle | Adelaide 36ers   | 5,3  |

## Premi
- NBL Most Valuable Player: Jerome Randle, Adelaide 36ers
- NBL Defensive Player of the Year: Torrey Craig, Brisbane Bullets
- NBL Most Improved Player of the Year: Nathan Sobey, Adelaide 36ers
- NBL 6th Man of the Year: Rotnei Clarke, Illawarra Hawks
- NBL Rookie of the Year: Anthony Drmic, Adelaide 36ers
- NBL Finals MVP: Bryce Cotton, Perth Wildcats
- NBL Coach of the Year: Joey Wright, Adelaide 36ers

- All-NBL First Team
  - Jerome Randle, Adelaide 36ers
  - Casper Ware, Melbourne United
  - Casey Prather, Perth Wildcats
  - Daniel Johnson, Adelaide 36ers
  - Andrew Ogilvy, Illawarra Hawks

- All-NBL Second Team
  - Kevin Lisch, Sydney Kings
  - Nathan Sobey, Adelaide 36ers
  - Brad Newley, Sydney Kings
  - Torrey Craig, Brisbane Bullets
  - Daniel Kickert, Brisbane Bullets